# Кормонс
Кормонс (італ. Cormons) — муніципалітет в Італії, у регіоні Фріулі-Венеція-Джулія,  провінція Гориція.
Кормонс розташований на відстані близько 460 км на північ від Рима, 45 км на північний захід від Трієста, 12 км на захід від Гориції.
Населення — 7477 осіб (2014).
Щорічний фестиваль відбувається 23 квітня. Покровитель — Sant'Adalberto.

## Демографія
Населення за роками:

Станом на 1 січня 2023 року в муніципалітеті офіційно проживало 398 іноземців з 51 країни, серед них 108 громадян країн Євросоюзу та 10 громадян України.

## Сусідні муніципалітети
- Колліо
- Каприва-дель-Фріулі
- Кьоприс-Вісконе
- Корно-ді-Розаццо
- Доленья-дель-Колліо
- Маріано-дель-Фрьюлі
- Медеа
- Мораро
- Сан-Флоріано-дель-Колліо
- Сан-Джованні-аль-Натізоне